# Sân bay Valencia
Sân bay Valencia là một sân bay ở Manises (IATA: VLC, ICAO: LEVC), là sân bay lớn thứ 8 Tây Ban Nha về số lượt chuyến và là sân bay thứ 2 ở khu vực, sau sân bay Alicante. Sân bay này cách thành phố Valencia 9 km về phía tây. Hiện có các tuyến bay kết nối sân bay này với khoảng 15 quốc gia châu Âu. Năm 2007, có 5,929 triệu lượt khách thông qua sân bay này. Sân bay có 1 nhà ga và hai đường băng.
Đây là căn cứ chính của hãng hàng không khu vực của Iberia, Air Nostrum, là thành phố trọng tâm của hãng Ryanair.

## Các hãng hàng không và các tuyến bay
- Air Europa (Palma de Mallorca, Paris-Charles de Gaulle, Tenerife-South)
- Air Nostrum (Asturias, Barcelona, Bilbao, Bologna, Casablanca, Gran Canaria, Ibiza, Lisbon, Madrid, Malaga, Melilla, Menorca, Murcia, Nice [starts July 2008], Palma de Mallorca, Santander, Santiago de Compostela, Seville, Tenerife-North, Venezia [quay lại ngày 26 tháng 7], Vigo, Vienna [bắt đầu ngày 26 tháng 7])
- Alitalia (Rome-Fiumicino)
- Blue Air (Arad, Bucharest-Băneasa)
- British Airways (London-Gatwick) [bắt đầu ngày 26 tháng 10]
- Bulgaria Air (Sofia)
- easyJet (Bristol, London-Gatwick, London-Stansted)
- Iberia (Madrid)
- Jet2.com (Leeds/Bradford)
- LagunAir (León, Valladolid)
- Lufthansa (Düsseldorf, Frankfurt, Hamburg)
  - operated by Lufthansa CityLine (Hamburg)
- Norwegian Air Shuttle (Oslo-Rygge)
- Royal Air Maroc (Casablanca)
- Ryanair (Basel, Billund, Bologna-Forli, Brussels-Charleroi, Dublin, Eindhoven, East Midlands, Frankfurt-Hahn, Karlsruhe-Baden, Liverpool, London-Stansted, Maastricht, Malta-Luqa, Milan-Bergamo, Paris-Beauvais, Pisa, Rome-Ciampino, Porto, Santiago de Compostela, Stockholm-Skavsta, Weeze)
- Scandinavian Airlines System (Oslo)
- Smart Wings (Praha)
- Sterling Airlines (Bergen, Copenhagen)
- Swiss International Air Lines (Geneva)
- TAROM (Bucharest-Otopeni)
- Transavia (Amsterdam)
- TUIfly (Cologne/Bonn, Hannover, Memmingen, Stuttgart)
- Vueling Airlines (Amsterdam, Brussels, Ibiza, Milan-Malpensa, Sevilla)
- Wizz Air (Bucharest-Băneasa, Cluj-Napoca, Sofia [bắt đầu ngày 26 tháng 7])